# 爪爪爪/「F」
『爪爪爪 /「F」』（つめつめつめ / エフ）は、日本のロックバンド・マキシマム ザ ホルモンの楽曲、8枚目のシングル作品。2008年7月9日にVAPより発売された。販売価格は¥1157（"いい粉"価格）。初回特典はジャケイラストステッカー・連動応募券・「いい粉」封入。

## 解説
初回限定盤はジャケット画と同じ絵のステッカーと次作CDのプレゼント応募の際に優遇される「連動応募券」が封入された。また、ごく稀に「いい粉」が特典として入っている場合がある。この「いい粉」が何なのかは買った人にしか分からず、購入者はマキシマムザ亮君から「正しい使い方」を教えてもらえる。この出荷された初回限定盤の中の1枚だけに「超いい粉」が封入されていることがある。この「超いい粉」は「マキシマム ザ ホルモン 爪爪爪ツアー」に、どこの会場でも無料で入場することができる「プラチナ・フリーパス」の交換券である。なお、「超いい粉」と一緒に「アガる紙」と呼ばれる紙も封入された。「アガる紙」は「超いい粉」に関する説明や使い方などの詳しい説明がある。
Perfumeの「love the world」と首位争いとなり、デイリーで初日以外で1位を記録したが、オリコンシングルチャートで2位となった。しかし、自己最高位は大幅に更新した。5thアルバム「予襲復讐」は両A面の2曲とも収録されたが、爪爪爪はアルバムバージョンの収録となった。

## 収録曲
- 全曲、作詞・作曲：マキシマムザ亮君

1. 爪爪爪
日本テレビ系『音楽戦士 MUSIC FIGHTER』2008年8月度オープニングテーマ。
高速のロックナンバー。元メガデスのギタリスト、マーティ・フリードマンが自身のアルバム『TOKYO JUKEBOX』でこの曲をカバーしているが、後半部分に「ルイジアナ・ボブ」を少しだけ演奏している。
PV監督はスミス。
ミュージックビデオは『Deka Vs Deka 〜デカ対デカ〜』でのみ閲覧が可能であったが、「ホルモン宝くじ」の二代目王者のセレクトによりYouTubeで一般公開された[6]。
2. 「F」
漫画『ドラゴンボール』の登場キャラクターである『フリーザ』をイメージした楽曲であり、タイトルもフリーザの頭文字（Freeza）から命名されている。
歌詞は、同作の『ナメック星編』の物語をベースにされており、フリーザによる虐殺の様をオウム真理教の『ポア』を連呼することで表現している。
歌詞には同作のキャラクターや用語が登場しているが、モチーフの公認を得ていないことから、歌詞カードでは伏字が使用されている。後に原作者の鳥山明が2012年10月の愛知県でのライブを娘と一緒に訪れ公認している。このことについて亮君の喜びが予襲復讐のブックレットに綴られている[7]。
鳥山明はこの曲を聴き、『フリーザのことをえげつなくもカッコよく歌った曲』と評しており、この楽曲から『ドラゴンボール』の劇場版『ドラゴンボールZ 復活の「F」』の着想を得たとVジャンプのインタビューでコメントしている。また、同作の挿入歌にも起用され、本家へ逆輸入されることとなった。
ナヲはこの曲で、ツインペダルを使い、2バスを踏んでいる。
公式ミュージックビデオは存在しないが、ファンが作成したMADが存在し[8] 、その完成度の高さからマキシマムザ亮君も好意的な反応を示しており公認という形になっている[9][10]。
3. Kill all the 394
mixi批判の曲。ただし、表向きは直接関係の無いmixiを歌詞カードに載せることは出来ないため、シングルの歌詞カードには歌詞が記載されていなかったが、後にバンドスコア『予襲復讐ノ楽譜集』に記載された。亮君曰く、本当は394の後に小さい1を付け足した方が分かりやすかったがNGを喰らったという[11]。これに関してはマキシマムザ亮君が公式ホームページ内の「今日の亮君」（2008年7月18日）にて記載した。なお、マキシマムザ亮君はmixiの愛用者である[11]。上ちゃんはこの曲でピックを使用している。また、エンディングで流れるフレーズは、リンドバーグのリスペクトである[12]。

| 1A・1B | 1A・1B     | → | 1C・1D | 1C・1D         | → | 1サビ | 1サビ         | → | 2A・2B | 2A・2B     | → | 2C・2D | 2C・2D         |
|        | ロ長調 (B) | → |        | 変ホ短調 (E♭m) | → |       | 変ニ長調 (D♭) | → |        | ロ長調 (B) | → |        | 変ホ短調 (E♭m) |

| 2サビ | 2サビ         | → | 3C・3D | 3C・3D         | → | 3サビ | 3サビ         | → | 後奏 | 後奏       |
|       | 変ニ長調 (D♭) | → |        | 変ホ短調 (E♭m) | → |       | 変ニ長調 (D♭) | → |      | ロ長調 (B) |

|  | ヘ短調 (Fm) |